# Louis Segondi
Louis Segondi (Parigi, 30 novembre 1879 – Parigi, 23 giugno 1949) è stato un mezzofondista francese.
Partecipò alle Olimpiadi 1900 di Parigi nella gara dei 1500 metri piani dove raggiunge uno scarso risultato in finale.